# Āditya

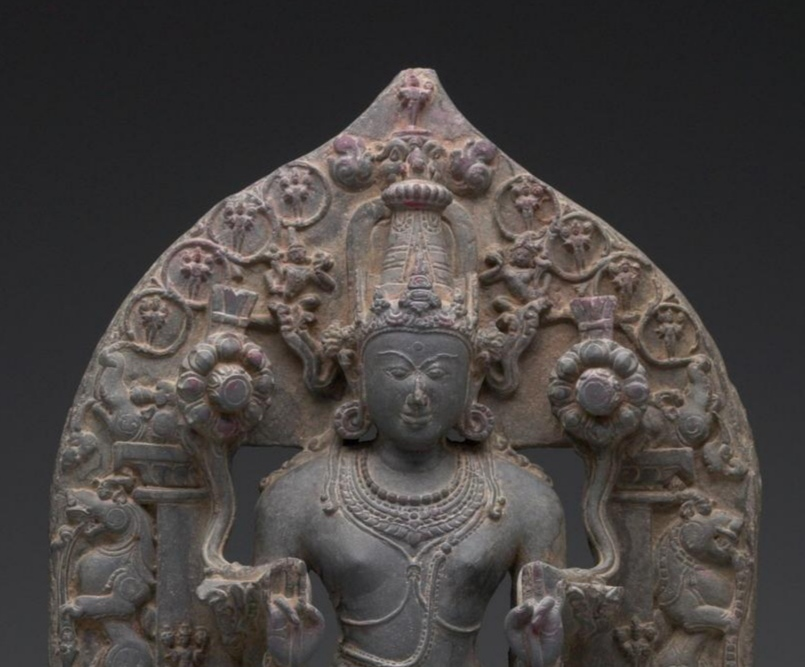
Una scultura dell'XI secolo di Surya, con gli altri undici Aditya raffigurati in alto

Gli Āditya (devanagari: आदित्य, lett. figli di Aditī) sono un gruppo di divinità dell'induismo, discendenti di Aditī e Kaśyapa. In epoca vedica, ognuno di loro veniva a raffigurare un aspetto del Sole, e contemporaneamente un aspetto della Ṛta, o legge divina. 
Inizialmente sette (o otto), in epoca post-vedica raggiunsero il numero di dodici, e vennero a rappresentare i dodici mesi dell'anno. Āditya, nella sua forma singolare, è anche un epiteto del principale dio solare Sūrya.

## Veda
Nel Rigveda, gli Āditya sono sette divinità, guidate da Varuṇa e da Mitra:
1. Varuṇa
2. Mitra
3. Aryaman
4. Bhaga
5. Aṃśa
6. Dakṣa
7. Indra

Negli Yajurveda (Taittirīya Samhita), il loro numero sale a otto e si suppone che l'ultimo possa essere Vivasvāna. L'inno LXXII del decimo libro del Rigveda conferma l'esistenza di otto Aditya, e identifica il mancante con Mārtanda, che in seguito verrà sostituito con Vivasvāna.
Come classe di dèi, gli Āditya dei Rigveda sono distinti da altri gruppi come i Marut, i Rbhus e i Viśve-devāḥ (sebbene Mitra e Varuna appaiano anche nel contesto di questi ultimi).

## Brāhmaṇa
Nei Brāhmaṇa gli Āditya sono dodici e corrispondono ai mesi. La lista desumibile dal Satapatha Brahmana è la seguente:
1. Yama
2. Aryaman
3. Indra
4. Ravi
5. Varuṇa
6. Dhātṛ
7. Bhaga
8. Savitṛ
9. Sūrya o Arka
10. Aṃśa
11. Mitra
12. Dakṣa

## Purāṇa
Nei Purāṇa, Āditya è anche un nome di Visnù, nel suo avatar conosciuto come Vāmana il nano.
La lista di Āditya ricavabile dal Viṣṇu Purāṇa è la seguente:
1. Dhātṛ
2. Mitra
3. Aryaman
4. Sakra (Indra)
5. Varuṇa
6. Aṃśa
7. Bhaga
8. Vivasvat
9. Pūṣan
10. Savitṛ
11. Tvaṣṭṛ
12. Visnù